# Trésor de la langue française au Québec
Le Trésor de la langue française au Québec (TLFQ) est un groupe de recherche affilié à l’Université Laval, à Québec, dont les travaux portent sur la variété de français parlée au Québec.

## Histoire
Le TLFQ a été lancé dans les années 1970 afin de « créer une infrastructure de recherche qui permette le développement d’une véritable lexicographie française dans le cadre d’une recherche approfondie sur l’histoire et l’usage actuel du vocabulaire français au Québec. » De 1977 à 1997, le projet a été subventionné par l’Université Laval et par le Conseil de recherche en sciences humaines du Canada. Le ministère de l’Éducation du Québec a, de 1976 à 1991, accordé des subventions permettant d’embaucher des étudiants.
En 2020, à la faveur d’un financement octroyé par le Gouvernement du Québec, le TLFQ a repris ses travaux afin de mener à terme la deuxième édition, revue, augmentée et entièrement numérique, du Dictionnaire historique du français québécois (DHFQ) ainsi que de nombreux projets destinés au public.

## Approche
Le TLFQ adopte un point de vue s’inspirant d’une approche anthropologique où la langue est considérée comme un bien culturel. Dans cette perspective, tant la dimension patrimoniale du français québécois que la créativité de ceux et celles qui le parlent sont mises en évidence. Les mots, les locutions, les expressions et les emplois caractéristiques du français québécois sont traités comme des objets culturels dont l’étude peut aider à comprendre l’évolution de la société et à dégager certaines caractéristiques fondamentales de l’identité collective.

## Projets et réalisations

### Dictionnaire historique du français québécois(DHDQ)
Le Dictionnaire historique du français québécois (DHFQ) est un ouvrage de référence sur l’histoire du vocabulaire qui caractérise la variété de français en usage au Québec. Il s’agit d’un dictionnaire différentiel, c’est-à-dire qu’il ne porte que sur les mots, emplois et expressions qui distinguent le français québécois du français de référence, et qu’on appelle québécismes. La deuxième édition, revue, augmentée et entièrement numérique, est disponible gratuitement sur Internet. Son lancement a eu lieu le 20 mars 2024.

### CapsulesDis-moi pas!? La petite histoire des mots d’ici
La série Dis-moi pas!? La petite histoire des mots d’ici décrit sur un ton humoristique l’origine de mots du français en usage au Québec.

### Album de bandes dessinéesLa langue par la bande
La langue par la bande est un album de bandes dessinées mettant en scène des expressions québécoises. Chaque BD est accompagnée d’un court texte explicatif qui retrace l’histoire et le sens de l’expression illustrée. Il est paru en mars 2024 aux Publications du Québec.
Lors d’une première phase du projet, une partie de ces bandes dessinées avait été publiée sur le site Web du TLFQ, sans texte explicatif.

### Les fins mots de l'histoire
Dans le cadre de ce projet, des personnalités du milieu de l’histoire, de la sociologie et de la littérature ont été invitées à produire de courts textes inspirés de mots figurant en entrée dans le DHFQ. Les textes de cette série ouvrent ainsi sur la dimension culturelle du vocabulaire québécois.

### ChroniquesSaviez-vous que…
Les chroniques de cette série présentent l’origine et les usages de québécismes courants, tels que « s’épivarder », « brunante », « débarbouillette » ou « motomarine ».

### BaladoLa langue a la mémoire longue
Le balado La langue a la mémoire longue propose une incursion dans l’univers du TLFQ : son histoire, ses différents projets, la démarche des lexicographes dans la réalisation d’une monographie de dictionnaire, le travail d’enrichissement et de mise à jour du Dictionnaire historique du français québécois et de ses nombreuses fonctionnalités, etc.

### Jeu-questionnaire «En vedette»
Jeu qui pose de courtes questions avec choix de réponses sur le sens ou les usages d’un québécisme qui figure dans le Dictionnaire historique du français québécois.

### Cartes géolinguistiques
Ces cartes créées à partir des données de l’Atlas linguistique de l’Est du Canada (ALEC) représentent la répartition géographique de certains emplois linguistiques québécois.

### Base de données lexicographiques panfrancophone
La Base de données lexicographiques panfrancophone (BDLP) est une banque de données terminologiques du TLFQ qui propose une analyse en profondeur de différents québécismes et autres régionalismes de la francophonie.

### Fichier lexical informatisé
Le Fichier lexical informatisé (FLI) est une base de données linguistiques regroupant près de 400 000 citations provenant de sources québécoises diverses tirées du fichier lexical papier du TLFQ. Cette base de données est consultable gratuitement en ligne.

### Index lexicologique québécois
L’Index lexicologique québécois (ILQ) recense les mots et expressions ayant fait l'objet d'un relevé dans différentes sources documentaires  depuis le milieu du XVIIIe siècle jusqu'au début du XXIe siècle. L'ILQ réunit des données relatives au français du Québec, mais également au français acadien et à d'autres variétés de français parlées au Canada, ainsi qu’aux variétés de français en usage aux États-Unis (Louisiane, Missouri).